# Лоун Оук (Кентаки)
Лоун Оук (енгл. Lone Oak) град је у америчкој савезној држави Кентаки.

## Демографија
По попису из 2000. године број становника је 454.
| Група             | 2000.       | 2010.    |
| Белци             | 417 (91,9%) | 0 (0,0%) |
| Афроамериканци    | 8 (1,8%)    | 0 (0,0%) |
| Азијати           | 1 (0,2%)    | 0 (0,0%) |
| Хиспаноамериканци | 19 (4,2%)   | 0 (0,0%) |
| Укупно            | 454         | 0        |